# بیاجیو مورونه
بیاجیو مورونه (انگلیسی: Biagio Morrone؛ زادهٔ ۴ مارس ۲۰۰۰) بازیکن فوتبال است.
از باشگاه‌هایی که در آن بازی کرده‌است می‌توان به باشگاه فوتبال زیر ۲۳ سال یوونتوس اشاره کرد.
وی همچنین در تیم ملی فوتبال زیر ۱۸ سال ایتالیا بازی کرده‌است.